# Football au Luxembourg

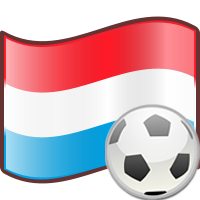
Le drapeau du Luxembourg derrière un ballon de football.

Le football est le sport le plus populaire au Luxembourg. Il est géré par la Fédération luxembourgeoise de football, qui est affiliée à la FIFA et à l'UEFA. La FLF gère les équipes nationales masculine, féminine et de futsal, en plus de la Division Nationale et de la Coupe du Luxembourg.

## Système de divisions
| Niveau | Championnat                       |
| ------ | --------------------------------- |
| 1      | Division Nationale 16 clubs       |
|        | ↓↑ 2 ou 3 clubs                   |
| 2      | Promotion d'honneur 16 clubs      |
|        | ↓↑ 2 à 4 clubs                    |
| 3      | 1. Division 2 groupes de 16 clubs |
|        | ↓↑ 3 clubs par groupe             |
| 4      | 2. Division 2 groupes de 14 clubs |
| 5      | 3. Division 1 groupe de 10 clubs  |